# Duellmanohyla uranochroa
Duellmanohyla uranochroa е вид земноводно от семейство Дървесници (Hylidae). Видът е застрашен от изчезване.

## Разпространение
Разпространен е в Коста Рика и Панама.